# Félix Trinidad
Félix Trinidad, Jr. (* 10. Januar 1973 in Fajardo, Puerto Rico) ist ein ehemaliger puerto-ricanischer Boxer, dessen Profikarriere von 1990 bis 2008 andauerte. Er war im Laufe seiner Karriere Weltmeister der IBF und WBC im Weltergewicht, der IBF und WBA im Halbmittelgewicht sowie der WBA im Mittelgewicht. Im Jahr 2000 war er Ring Magazine Boxer des Jahres sowie BWAA Boxer des Jahres und wurde 2003 vom Ring Magazine auf Platz 30 der 100 schlagstärksten Boxer aller Zeiten (100 Greatest Punchers of All-Time) gelistet. 2014 fand er Aufnahme in die International Boxing Hall of Fame.
Sein Vater ist der ehemalige Boxweltmeister Félix Trinidad senior, der als sein Trainer und Manager fungierte.

## Profikarriere

### Weltergewicht
Trinidad begann in Cupey Alto (San Juan), wo er aufgewachsen ist, mit dem Boxsport, bestritt rund 55 Amateurkämpfe und gab sein Profidebüt im März 1990. Bis zu seiner ersten WM-Chance gewann er 19 Kämpfe in Folge, 16 davon vorzeitig, wobei er unter anderem Jake Rodriguez (Kampfbilanz: 16-1) und Alberto Cortes (51-2) schlagen konnte. Daraufhin boxte er am 19. Juni 1993 im Alter von nur 20 Jahren und von der IBF auf Platz 7 der Herausforderer geführt, gegen den IBF-Weltmeister Maurice Blocker (34-3) und siegte in San Diego durch K.o. in der zweiten Runde.
Im Anschluss konnte er den Titel 15-mal verteidigen:
- am 6. August 1993 in Bayamón durch TKO in Runde 1 gegen Luis Garcia (24-2, IBF #1 der Herausforderer)[7]
- am 23. Oktober 1993 in Fort Lauderdale durch K.o. in Runde 10 gegen Anthony Stephens (19-5, IBF #11)[8]
- am 29. Januar 1994 in Las Vegas durch einstimmige Entscheidung gegen Hector Camacho (43-2, IBF #8)[9]
- am 17. September 1994 in Las Vegas durch TKO in Runde 4 gegen Luis Campas (56-0, IBF #1)[10]
- am 10. Dezember 1994 in Monterrey durch TKO in Runde 8 gegen Oba Carr (32-0, IBF #2)[11]
- am 8. April 1995 in Las Vegas durch TKO in Runde 2 gegen Roger Turner (29-2, IBF #9)[12]
- am 18. November 1995 in Atlantic City durch TKO in Runde 4 gegen Larry Barnes (39-1, IBF #1)[13]
- am 10. Februar 1996 in Las Vegas durch TKO in Runde 4 gegen Rodney Moore (37-9, IBF #8)[14]
- am 18. Mai 1996 in Las Vegas durch K.o. in Runde 5 gegen Freddie Pendleton (40-20, IBF #2)[15]
- am 7. September 1996 in Las Vegas durch TKO in Runde 6 gegen Ray Lovato (21-1, IBF #9)[16]
- am 11. Januar 1997 in Nashville durch TKO in Runde 3 gegen Kevin Lueshing (19-1)[17]
- am 3. April 1998 in Bayamón durch K.o. in Runde 4 gegen Ekoli Zulu (17-2, IBF #2)[18]
- am 20. Februar 1999 in New York City durch einstimmige Entscheidung gegen Pernell Whitaker (40-2)[19]
- am 29. Mai 1999 in San Juan durch K.o. in Runde 4 gegen Hugo Pineda (36-1, IBF #2)[20]
- am 18. September 1999 in Las Vegas durch Mehrheitsentscheidung gegen den WBC-Weltmeister Óscar de la Hoya (31-0)[21]

### Halbmittelgewicht
Seinen IBF-Titel, den er zu diesem Zeitpunkt bereits seit über sechs Jahren gehalten hatte, sowie den gewonnenen WBC-Titel von de la Hoya legte er im März 2000 nieder, um in das Halbmittelgewicht aufzusteigen. In dieser Gewichtsklasse hatte er bereits im August 1997 einen WBC-Ausscheidungskampf bestritten und dabei durch K.o. in Runde 1 gegen Troy Waters (27-4) gewonnen.
Seinen zweiten Kampf in der Klasse bestritt er nach Niederlegen der Weltergewichtstitel am 3. März 2000 in Las Vegas gegen den WBA-Weltmeister David Reid (14-0) und siegte einstimmig nach Punkten. Im Juli 2000 gewann er eine Titelverteidigung in Miami durch TKO in Runde 3 gegen Mamadou Thiam (33-1, WBA #1) und vereinte den WBA-Gürtel mit dem der IBF, nachdem er am 2. Dezember 2000 in Las Vegas Fernando Vargas (20-0) durch TKO in Runde 12 besiegt hatte. Durch den IBF-Titelgewinn wurde er zum WBA-Superweltmeister aufgewertet.

### Mittelgewicht
Auch diesmal legte er beide WM-Titel nieder, um in das Mittelgewicht aufzusteigen, wo er am 12. Mai 2001 in New York City William Joppy (32-1) beim Kampf um die WBA-Weltmeisterschaft durch TKO in der fünften Runde besiegte. Am 29. September 2001 boxte er dann in New York City gegen den IBF- und WBC-Weltmeister Bernard Hopkins (39-2) und verlor durch TKO in Runde 12. Nach Punkten im Rückstand war Trinidad in der letzten Runde zu Boden geschlagen worden, worauf sein Vater und Trainer den Kampf durch Betreten des Ringes beendete.
Im Anschluss kehrte er erst im Mai 2002 in den Ring zurück und besiegte Hacine Cherifi (32-6) durch TKO in Runde 4 und im Oktober 2004 Ricardo Mayorga (26-4) durch TKO in Runde 8, ehe er am 14. Mai 2005 in einem WBC-Ausscheidungskampf im Mittelgewicht nach Punkten gegen Ronald Wright (48-3) verlor.

### Karriereende
Nach dem Kampf gegen Wright erklärte Trinidad seinen Rücktritt vom Boxsport, bestritt jedoch am 19. Januar 2008 in New York City einen weiteren Kampf gegen Roy Jones (51-4), den er einstimmig verlor. Nachdem weitere Kampfangebote ausgeblieben bzw. nicht zustande gekommen waren, erklärte er 2009 das endgültige Ende seiner Boxkarriere.